# Oswald Aichel
Carl Ludwig Oswald Aichel Caulier (* 25. November 1841 in Horneburg; † 29. Januar 1913 in München) war ein deutscher Konsul.

## Leben und Wirken
Nach dem Schulbesuch studierte er an den Universitäten Göttingen, München und Wien Medizin. Er lebte ab 1865 einige Jahre als Arzt in Chile, wo er das dortige Staatsexamen erwarb und 1866 auch heiratete. Nach seiner Rückkehr in das Deutsche Reich war er 1884 in München Konsul von Chile und 1905 Konsul von Peru.
Der Embryologe, Anatom, Anthropologe und Hochschullehrer Otto Aichel ist sein Sohn.